# ニイハウ島事件
ニイハウ島事件（ニイハウとうじけん、Niihau Incident または Ni'ihau Zero Incident）は、1941年（昭和16年）12月7日（日本時間12月8日）に、大日本帝国海軍による真珠湾攻撃に加わった空母「飛龍」所属の零式艦上戦闘機が、ハワイ諸島のニイハウ島に不時着して起きた一連の出来事。

## 経緯
1864年以来、ハワイ諸島の中で最も西にあるニイハウ島はロビンソン家が私的に所有している。島民のほとんどはハワイ先住民で、彼らの第一言語は、他の島の住民のような英語やハワイ・クレオール英語ではなく、ハワイ語だった。他には少数の日系アメリカ人や白人の住人がいた。
当時、島にはエールマー・ロビンソンから許可を得てのみ、入ることができた。しかし、島民の友人や親類以外に許可が下りることはほとんどなかった。ロビンソンはハーバード大学を卒業しハワイ語に堪能だった。ロビンソンはいかなる政府当局の干渉も受けず島を管理した。ロビンソンはニイハウ島から約27キロ離れたカウアイ島に住んでおり、毎週ボートでニイハウ島を訪れていた。
大日本帝国海軍の軍令部情報では、ニイハウ島は牛の放牧場で管理人は日本人3名、土人労務者約20名がいるが白人は1人も居住していないと記されていたため、1941年（昭和16年）12月に行われた南雲機動部隊の真珠湾攻撃に際して、ニイハウ島を真珠湾攻撃時に損傷を受けた航空機の緊急着陸地として、さらにパイロットを潜水艦によって救出するための集合地点として指定されていた。これは西側の海岸が平坦な地形で滑走路として使い易く、また水深が深いために潜水艦をギリギリまで寄せることが可能だったことが挙げられる。回収潜水艦として伊号第74潜水艦が指定され、伊74はニイハウ島近海で待機した。潜水艦部隊は攻撃当日（Ｘ日）から3日後まで南雲機動部隊の指揮を受けることになった。

## 西開地の不時着

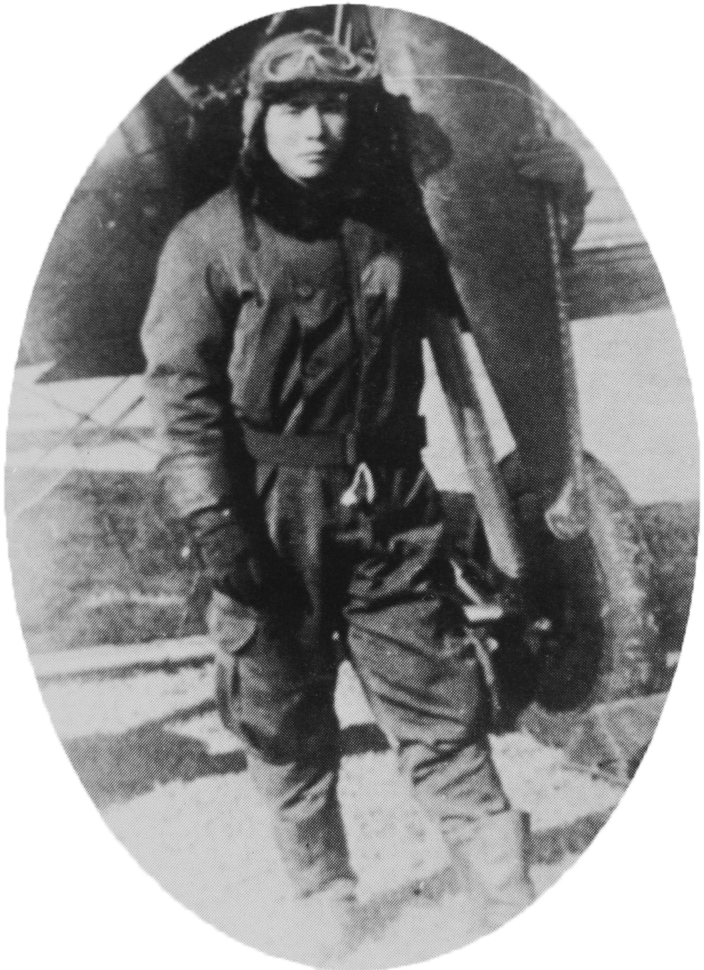
西開地重徳一飛曹 (今治市出身, 甲飛2期, 21歳), アラン・ビークマン著『The Niihau Incident』の表紙より抜粋

12月7日（日本時間12月8日）、日本海軍の空母「飛龍」（第二航空戦隊）に所属する西開地重徳(にしかいち・しげのり)一飛曹は、真珠湾攻撃の第二波攻撃に参加した。オアフ島の飛行場を襲撃中に空戦に巻き込まれて行方不明となり、自爆認定された。実際には、西開地はニイハウ島の野原に不時着していた。
アメリカ軍の記録によると、空母エンタープライズ (USS Enterprise, CV-6) を護衛していた重巡洋艦ノーザンプトン (USS Northampton, CL/CA-26) が南雲機動部隊捜索のため水上偵察機2機を発進させ、この偵察機が零戦1機を撃墜したと報告した。ハルゼー提督は、この日本機がニイハウ島に不時着した零戦と推測している。なおニイハウ島南方で不時着機収容のため待機していた伊74は、同島近海を航行中のサラトガ型航空母艦を発見して追跡を開始した。これは空母サラトガではなく、エンタープライズであったという。
不時着の原因が何であれ、西開地の零戦はニイハウ島に不時着した。その約600メートル近くに住民の先住ハワイ人のハウリア・カレオハノがいた。カレオハノは真珠湾攻撃に気づいていなかったが、日本の拡張主義とアメリカの日本への石油禁輸によって両国の関係が悪化していることは、新聞を読んで知っていた。カレオハノは、西開地と零戦を見て、彼が日本人だと気付き、不時着の混乱の最中、彼の銃と書類を奪った。
カレオハノと集まってきた住民たちは、西開地を伝統的なハワイ式歓迎やパーティーでもてなした。しかし、日本語と片言の英語のみを話す西開地の言葉を、住人たちは理解できなかった。住人たちは、日本生まれの日系1世で、ハワイ先住民の妻を持つ新谷石松を通訳として呼んだ。
新谷は、事前に状況を把握しており、明らかな嫌悪と共に通訳に臨んだ。彼は西開地とわずかな会話しかしなかった。そのため、西開地の態度が硬化し、新谷は動揺して帰ってしまった。困惑した住民たちは、次にハワイ生まれの日系2世で、妻のアイリーン梅乃も2世だった原田義雄を呼んだ。
西開地は、新谷と違い比較的友好的であった原田に、真珠湾攻撃に参加したことを明らかにした。原田はその事実を、非日系人の住民には知らせなかった。西開地自身は、奪われた書類を取り戻すことに必死だった。彼は、その書類がアメリカ軍の手に渡っても、何の意味もないと言ったが、カレオハノは返却を拒否した。

## 住民が真珠湾攻撃を知る
ニイハウは電話はおろか電力も来ていなかったが、その夜、住民たちは、電池式のラジオで真珠湾攻撃のことを知った。住民たちは西開地を詰問し、原田は攻撃のことを今度は彼らに伝えた。島の持ち主のロビンソンが翌朝、週末の日課通りにカウアイ島から到着する予定だったため、西開地はロビンソンと共にカウアイ島へ移されることになった。
しかし、アメリカ軍が真珠湾攻撃の数時間の内に、島へのボート移動を禁止したため、ロビンソンは月曜日に到着できなかった。その後も数日の間、彼は足止めされた。禁止令を知らない住民たちは、ロビンソンが到着しないことに不安になった。原田家の要請によって、西開地は5人の監視と共に原田家に移され、彼らには十分な会話をする機会ができた。
12月12日の4時に、西開地の依頼を受けた新谷は、カレオハノに対して、ニイハウの住民にとっては高額の「200ドルで西開地の書類を買う」と持ちかけたが、カレオハノは再び拒否した。新谷は、「書類が西開地に戻らないと問題になり、生死に関わる事態になる」と言ったが、カレオハノは聞き入れず、新谷は出て行った。
新谷の帰りを待たず、原田と西開地は、家の外にいた監視の一人を襲った。その間、梅乃が騒動の音をかき消すために蓄音機で音楽を流した。5人の監視のうち、3人は職務を放棄して別の場所にいた。監視は倉庫に閉じ込められ、原田たちは散弾銃と倉庫に保管してあった西開地の銃で武装し、カレオハノの家へ向かった。
新谷が出て行って数十分後、カレオハノは納屋にいた。そこで彼は、原田と西開地が銃を持ち人質を取ってやって来るのを見て隠れた。原田たちはカレオハノを見つけられず、彼らの注意は近くにあった西開地の零戦に向かった。カレオハノはそれを見て納屋から出て逃げた。「止まれ」という言葉と散弾銃の音を聞きながら、カレオハノは走った。カレオハノは、近くの村の住民に逃げるように言ったが、住民たちは原田がそのような行動を取るとは信じられなかった。原田は彼らと共に3年近く暮らし、良き隣人と思われていたからである。それから、捕らえられていた監視が逃げ出し、村へ戻った。住民たちは洞窟、藪の中、遠くの浜辺へと逃れた。
カレオハノは書類を家族に預けた。午前12時30分、彼は一連の出来事をロビンソンに伝えるため、5人の住民とともに救命ボートでカウアイ島へ向かった。これはボートを人力で漕ぐ、10時間に及ぶ旅程だった。ニイハウ島の住民が灯油ランタンと反射板を使い、カウアイ島へ信号を送っていたため、ロビンソンはニイハウ島で問題が起こっていることを把握していた。その前夜には、住民たちは自暴自棄になり、たき火を行っていた。しかし、ロビンソンのニイハウ島への渡航は許可されなかった。
一方、原田と西開地は、西開地の零戦の無線を使おうと試みたが失敗し、機体に火を付けた。午前3時頃、カレオハノ宅にも火を付けた。

## 結末
12月13日、土曜日の朝、原田と西開地は、島の住民のベニ・カナヘレ とその妻エラを捕らえた。原田たちは、エラを人質にして、カナヘレにカレオハノを探すように命令した。カナヘレはカレオハノがいないことを知っていたが、探す振りをした。その後、彼はエラが心配になり戻った。西開地はカナヘレが嘘をついていることに気付いた。原田はカナヘレに、カレオハノが見つからなければ、西開地は全住民を殺すだろうと言った。
カナヘレは、原田たちの疲労と落胆に気付いた。西開地が散弾銃を原田に手渡した瞬間に、カナヘレとエラは西開地を襲った。西開地はブーツから銃を取り出したが、エラは西開地の腕をつかみ、銃を叩き落した。原田がエラを引き剥がし、カナヘレを3回撃った。弾は、足の付け根、腹部、太ももに当たった。しかしカナヘレは、西開地を石壁に投げつけ、エラがひるんだ西開地の頭部を岩で殴打した。カナヘレは西開地の喉をナイフで切り裂いた。西開地が死んで絶望した原田は散弾銃で自殺した。
12月14日の午後に、アメリカ軍当局、カレオハノら6人、ロビンソンがニイハウ島に到着した。梅乃と新谷は拘留された。新谷は収容所に送られたものの、その後無実が証明されニイハウ島に戻り、1960年にアメリカ市民権を得た。梅乃は31ヶ月間収監され、1944年6月に解放された。彼女は、反逆罪やその他の罪で告発されることはなかった。彼女は無実を主張する際には英語を使い、パイロットを可哀想に思い彼を助けたかったと述べた際には、日本人聴衆のために日本語を使った。
ベニ・カナヘレは、カウアイ島のエレエレ病院に収容され治療を受けて健康を取り戻した。

## 異なる見解
現地住民によって戦闘機用の通話暗号表の入った用具嚢を持ち去られたため、キャンプに放火することで西開地らは暗号表の隠滅を図った。その後、放火を知った現地住民の前から逃走し、山中で拳銃を用いて自殺した。現在の通説は現地住民が米軍当局からの褒賞欲しさについた虚偽の証言であるとの見解も存在するが、島民に負傷者が出ているのは事実で、３発撃たれてなお格闘するのは不自然で、実際の怪我の程度については疑問の余地はあるものの、事実は概ね通説通りだというのが大勢である。

## 事件の余波
歴史家ゴードン・プランゲは、「3人の日系人住民が（大日本帝国海軍の）パイロット側に転向したあまりもの素早さ」がハワイの住民を困惑させたとしている。またプランゲは「より悲観的な者はニイハウ島事件を、日系人はたとえアメリカ市民だろうと信用できず、彼らにとって都合がいい状況であった場合は日本側に寝返るかもしれない引証とした」と述べている。
小説家のウィリアム・ホルステッドは、「ニイハウ島事件は、日系人の強制収容に至る決定に影響した」と主張している 。彼によれば、新谷と原田家の行動はアメリカ海軍の報告書に記されたと言う。1942年1月26日のアメリカ海軍のC・B・ボールドウィン中尉による公式文書の中で、以下のように記されている。「それまで反アメリカの傾向がなかった2人のニイハウ島の日本人住民が、日本の支配がその島において可能だと思われた際にそのパイロットを助けたという事実は、それまでアメリカに忠誠を誓っていた日本人住民が、さらに日本の攻撃が成功すると思われた場合、日本を支援するかも知れないという可能性を示している」。
しかし実際は、日系アメリカ人の強制収容実施の計画はこの報告書の提出に先立って、フランクリン・D・ルーズベルト大統領やアメリカ陸軍、カリフォルニア州によって進められていた。

## 記念碑
西開地の故郷である愛媛県の波止浜（現在は今治市の一部）には、花崗岩の柱が建てられている。その柱には、事件の物語と、彼は「戦闘」で死に、「彼の功績は永遠に続く」と刻まれている。
西開地の零戦の残骸は、真珠湾のフォード島のアメリカ海軍基地内にある「太平洋航空博物館」内に展示されている。

## 注記
1. ↑  戦史叢書10 1967, pp. 361–363四 戦果の判定と被害/被害
2. ↑  戦史叢書98 1979, pp. 92–96.
3. ↑  戦史叢書10 1967, pp. 283–285第三潜水部隊の進出
4. ↑  戦史叢書98 1979, p. 96.
5. ↑  土本匡孝, 平和：「ニイハウ島事件 日系2世の汚名返上を」,  オッショイ！九州, 毎日新聞, 2011年12月7日.
6. ↑  高橋賢三, 「甲飛の友」, 蒼空の記憶.
7. ↑  戦史叢書10 1967, pp. 339–341第二次攻撃隊の攻撃
8. ↑  戦史叢書10 1967, pp. 614–616第二次攻撃隊制空隊(零戦35機)の編制
9. ↑  #飛龍飛行機隊調書(1)p.4
10. ↑  戦史叢書10 1967, pp. 374–375開戦時の海上兵力配備
11. 1 2  戦史叢書10 1967, p. 392.
12. ↑  戦史叢書10 1967, pp. 406–408三 各潜水部隊の作戦
13. ↑  戦史叢書10 1967, p. 407.
14. 1 2  Lord, Walter (1957). Day of Infamy. Henry Holt and Company. pp. 188–191. ISBN 0-8050-6803-1
15. ↑  姓の「カナヘレ」は、定冠詞の「カ」、「森」の意の「ナヘレ」で構成されている。(Dictionary translation.) カナヘレはニイハウ島に祖先を持つ家族にとって一般的な姓である
16. ↑  Prange, Gordon W. (1962). December 7, 1941: The Day the Japanese Attacked Pearl Harbor. New York: McGraw Hill. pp. 375–77
17. 1 2  William Hallstead (2000年11月). “The Niihau Incident”. 2017年3月15日閲覧。
18. ↑  Beekman 1982, p. 112

## 参考
- アジア歴史資料センター（公式）
  - Ref.C08051579100『昭和16年12月～昭和17年4月　飛龍飛行機隊戦闘行動調書(1)』。
- Beekman, Allan (1995) [1982]. The Niihau Incident. Honolulu, HI: Heritage Press of Pacific. ISBN 0-9609132-0-3
- Clark, Blake (1942). Remember Pearl Harbor!. New York: Modern Age Books
- Hallstead, William. (Jan. 1, 2000) "The Niihau Incident." World War II 14.5
- 牛島, 秀彦『真珠湾の不時着機―二人だけの戦争』旺文社、東京〈旺文社文庫〉、1986年。ISBN 978-4010643891。 - のち、1997年、河出書房新社から河出文庫版で再刊。
- 中田, 整一『真珠湾攻撃総隊長の回想 淵田美津雄自叙伝』講談社、東京、2007年。ISBN 978-4-06-214402-5。
- 防衛庁防衛研修所戦史室『戦史叢書　ハワイ作戦』 第10巻、朝雲新聞社、1967年12月。
- 防衛庁防衛研修所戦史室『戦史叢書  潜水艦史』 第98巻、朝雲新聞社、1979年6月。